# تيغانيمين (إحنصالن)
تيغانيمين هو دُوَّار يقع بجماعة زاوية أحنصال، إقليم أزيلال، جهة بني ملال خنيفرة في المملكة المغربية. ينتمي الدوّار لمشيخة إحنصالن التي تضم 4 دواوير. يقدر عدد سكانه بـ 822 نسمة حسب الإحصاء الرسمي للسكان والسكنى لسنة 2004.

## روابط خارجية
- البوابة الوطنية للجماعات الترابية نسخة محفوظة 12 مارس 2018 على موقع واي باك مشين.
- المندوبية السامية للتخطيط